# Schloss Menden
Das Schloss Menden ist eine ehemalige Burganlage und späteres Schloss und Amtssitz der Erzbischöfe von Köln in der Stadt Menden im Norden des Sauerlandes im Märkischen Kreis in Nordrhein-Westfalen.

## Geschichte
Der seit dem 17. Jahrhundert als Schloss bezeichnete Sitz des Amtmanns des Erzbistums Köln in Menden kann in politisch-administrativer Hinsicht als Nachfolgebau der 1301 zerstörten Burg Rodenberg gelten. Da für diese ein Wiederaufbau auszuschließen ist, muss nach der Zerstörung des alten Verwaltungssitzes mit der Errichtung eines neuen Amtshauses gerechnet werden. Archivalische Indizien stützen diese Überlegung: Hatte sich der Kölner Amtmann nach seinem Amtssitz 1300 noch „Amtmann von Rodenburg“ genannt, so begegnet schon 1304 der „Amtmann Ehrenfried in Menden“. 1313 wird die „Burg Menden“ erstmals ausdrücklich erwähnt und mit der Vergabe von Burglehen an Burgmannen begonnen. Diese Stadtburg lag sehr wahrscheinlich schon auf der Parzelle des späteren Schlosses. Ein Scherbenfund, der bei der Tieferlegung des Kellerfußbodens in der ehemaligen Schlossbrennerei gefunden wurde, datiert aus der fraglichen Zeit und unterstützt diese These. 1343 ernannte Erzbischof Walram von Jülich Johann von Reifferscheid auf sechs Jahre zum Marschall von Westfalen und verpflichtete ihn, jährlich 200 kleine Gulden am Schloss in Menden zu verbauen. 1344 wird die Stadt Menden samt dem Schloss von den Grafen von der Mark und dem Grafen von Arnsberg zerstört. In einer Übereinkunft zwischen Erzbischof Walram und Engelbert III. von der Mark im Jahr 1347 einigten sie sich über den Wiederaufbau des Schlosses. Es wurde dabei in die Befestigung der östlich gelegenen Stadt einbezogen.
Zwischen dem neuen Hauptgebäude und dem Rentmeisterturm ist um 1570 ein Zwischentrakt angefügt worden. 1790/91 wurde das zuvor von der Stadt angekaufte Amtshaus abgebrochen, an dessen Stelle trat um 1800 ein Wohnhaus des Advokaten Amecke. Das 1877 zu einer Brennerei umgebaute Prinzipalhaus wurde im Rahmen der Stadtsanierung 1979 abgebrochen.

## Beschreibung
Über Grundriss, Größe und genaue Lage der ersten Amtsburg können keine Angaben gemacht werden. Das zweite Hauptgebäude, das Amtshaus, von 1344 war laut der Abbruchrechnung von 1790/91 44 Fuß breit, 44 Fuß lang und 23 Fuß hoch. Wahrscheinlich war es aus Fachwerk mit gemauerten Giebeln und Kaminen errichtet worden. Ab 1596 wurde der marode Schlossbezirk durch Graf von Solms renoviert. Die Kostenaufstellung lässt eine weitgehend komplette Rekonstruktion des Schlossbezirkes zu. Bis heute sind von dieser Anlage der Rentschreiberturm aus dem 14. Jahrhundert – ein quadratischer Bau mit Fachwerkobergeschoss und Walmdach – und ein achteckiger Treppenturm des 1570 erbauten Zwischentrakts erhalten.